# یلیزاوتینو
یلیزاوتینو (انگلیسی: Yelizavetino) یک شهرک در شهرستان کارماسکالینسکی استان باشقیرستان کشور روسیه است.